# Alte Reichsburg Schweinfurt
Die Alte Reichsburg Schweinfurt ist eine abgegangene Reichsburg und Höhenburg am östlichen Rand Schweinfurts. Die Burg wurde 1258 erstmals urkundlich erwähnt, ist wohl knapp zweihundert Jahre älter und wurde spätestens 1371 oder 1437 abgebrochen.

## Lage
Die Alte Reichsburg lag oberhalb des Mains, auf der Peterstirn, einem südwestlichen Ausläufer des Hainbergs, im Gebiet des heutigen Nordöstlichen Stadtteils. Am Fuß des Burgbergs verläuft die historische Mainleitenstraße von Schweinfurt nach Mainberg, die Richtung Bamberg führt (heute Staatsstraße 2447) und die Bahnstrecke Bamberg–Schweinfurt.

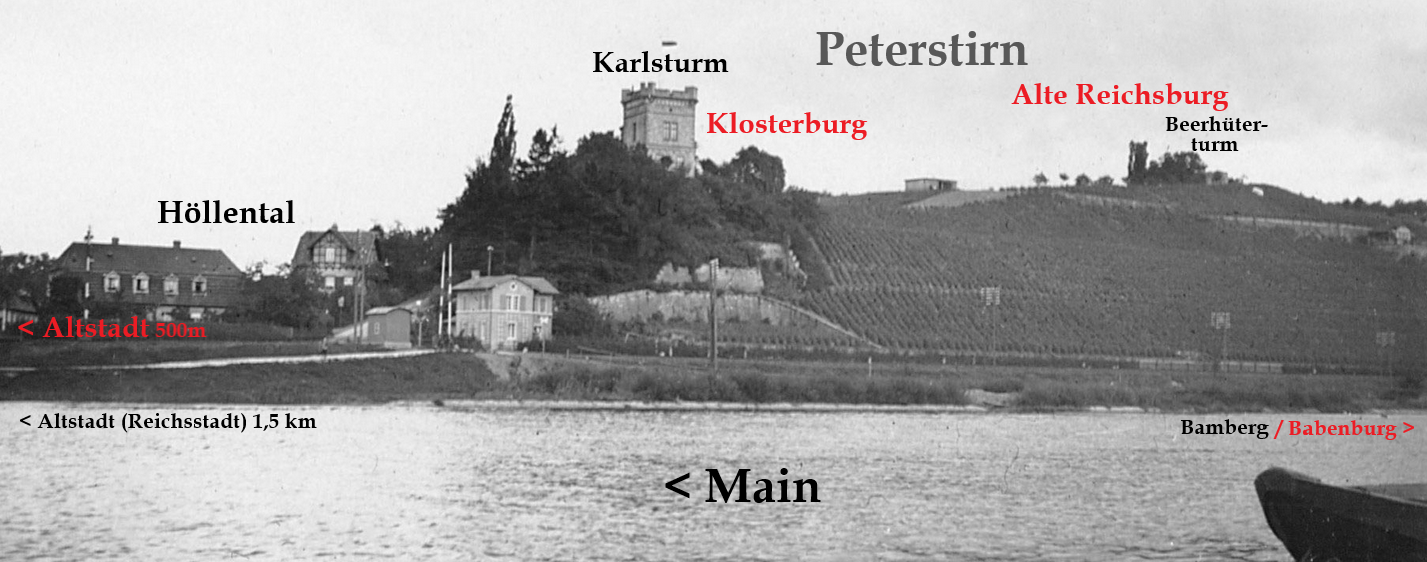
Burgberg Peterstirn im Jahre 1931 mit Karlsturm (1874) und abgegangenen Orten (rote Schrift): Alte Reichsburg (um 1100–1371/1437) und Klosterburg (1004–1437)

Auf obigem Foto sind Geländewellen unterhalb der abgegangenen Reichsburg erkennbar (bitte vergrößern) die auch die Darstellung von 1852 zeigt (vgl. auch Foto von 1932 im Artikel: Markgrafenburg Schweinfurt).

## Geschichte
Nach Friedrich Stein befand sich die Reichsburg „außerhalb der ummauerten Reichsstadt auf dem Hainberge oberhalb der früher markgräflichen ... Peterstirn.“ Im frühen 14. Jahrhundert wurde die Reichsburg vom Hainberg herunter in die Reichsstadt Schweinfurt, in den Stadtteil Zürch verlegt:
„In den Kontext der Befestigungswerke von Schweinfurt gehört die endgültige Verlegung der Reichsburg von der Anhöhe der Peterstirn herunter in die Reichsstadt im 14. Jahrhundert. Unklar ist, ob es in der Stadt bereits vor dem 2. Drittel des 13. Jahrhunderts eine Reichsburg gegeben hat [...] Tatsächlich erteilte König Heinrich VII. dem Grafen Berthold VII. von Henneberg-Schleusingen [...] 1310 die Erlaubnis, innerhalb der Stadt eine neue Reichsburg zu erbauen, die die alte Burg auf dem Hainberge ersetzen sollte.“
Nach Friedrich Stein verlief nach der Verlegung der Reichsburg der Wertegang der alten Burg wie folgt:
Sie wurde in Urkunden von 1330 das „alte Haus“ bzw. die „Alte Burg bei Schweinfurt“ genannt. Die unbewohnte Burg war wohl bald darauf verfallen und wurde 1371 als „Steingrube, genannt die Altenburg bei dem Deutschhause gelegen“ bezeichnet. Kaiser Karl IV. gestattete den Schweinfurtern, von dort für die Stadtbefestigung Steine zu brechen. Burggut und Burglehen besaßen bis ins 15. Jahrhundert die Ritter von Wenkheim. 1445 erwarb die Reichsstadt Schweinfurt die Burg von Ritter Hans von Wenkheim.
Nach Erich Schneider kann die Datierung 1437 für den Abbruch der Reichsburg nicht ausgeschlossen werden. Diese gibt Schneider aber nur für die Sprengung der Klosterburg an, die er im Gegensatz zu anderen Historikern jedoch nicht in einer gemeinsamen Anlage mit der Reichsburg sieht (siehe: Benediktinerkloster Schweinfurt, Geschichte und Markgrafenburg Schweinfurt, Eine Burg oder zwei Burgen?).

## Heutige Situation
Heute sind noch einige Bereiche der Burganlage erkennbar. Der noch teilweise erhaltene Halsgraben mit einem Teich beim Beerhüterturm riegelte die Reichsburg auf dem Spornausläufer gegen Osten ab. Am Graben wurden burgeinwärts an der höchsten Stelle durch archäologische Ausgrabungen eine reichhaltige Abfolge von teilweise verwirrenden Baukonstruktionen freigelegt, mit einer Außenmauer der Befestigung und einem Eckturm.
Das Bayerische Landesamt für Denkmalpflege führt die gesamte Peterstirn als gemeinsames Bodendenkmal („Burgstall und Klosterwüstung“), ohne die Reichsburg namentlich zu nennen (siehe auch Plan: Markgrafenburg Schweinfurt, Eine Burg oder zwei Burgen?).

## Beerhüterturm

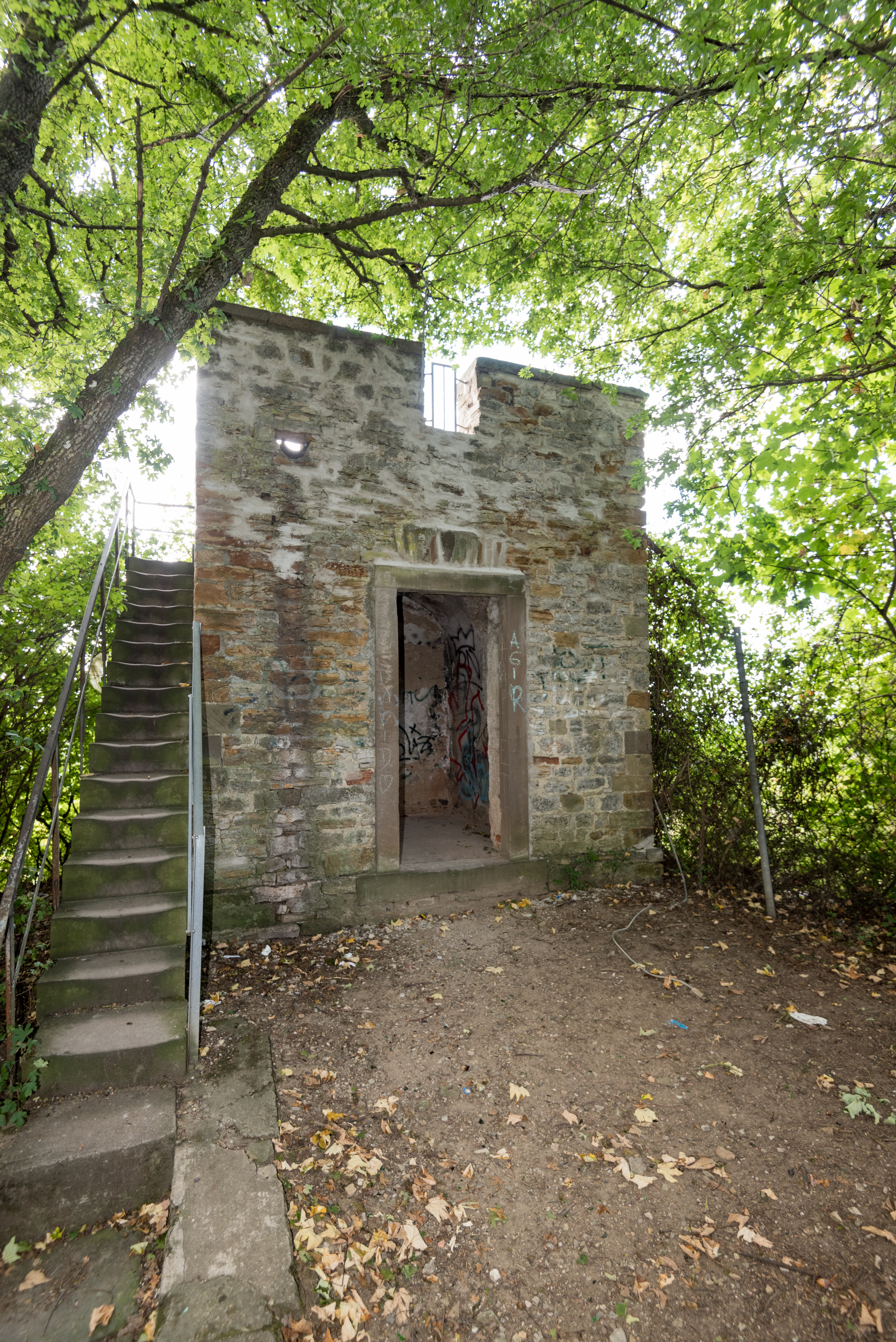
Beerhüterturm am Halsgraben

Der sogenannte Beerhüterturm diente in der Zeit vor und während der Weinernte den Beerhütern als Aussichtspunkt und Unterkunft. Von dort aus sollten sie durch Lärmen und persönliches Einschreiten die Weinernte gegen zweiflügelige und zweibeinige Diebe und Räuber beschützen.
Siehe auch: Schweinfurt, Weinbau